# Науру
Нау́ру (наур. Naoero [nʌɔːˈɛːroː], англ. Nauru/nɑːˈuːruː/, либо /ˈnaʊruː/), официальное название — Респу́блика Нау́ру (наур. Repubrikin Naoero [repubriˈkiːn nʌɔːˈɛːroː], англ. Republic of Nauru [rɪˈpʌblɪk əv nɑːˈuːruː]), ранее — Прия́тный О́стров (англ. Pleasant Island) — карликовое государство на одноимённом коралловом острове в западной части Тихого океана площадью 21,3 км² и с населением в 11 133 человек (оценка 2024).
Остров Науру находится в 42 км к югу от экватора. Ближайший остров — Банаба — находится в 288 км к востоку и относится к республике Кирибати. Остров находится к северо-западу от Тувалу, 1300 км к северо-востоку от Соломоновых островов, к северо-востоку от Папуа — Новой Гвинеи, к юго-востоку от Федеративных Штатов Микронезии и к югу от Маршалловых Островов.
Науру является самой маленькой независимой республикой на Земле, самым маленьким островным государством и самым маленьким государством за пределами Европы, а также одной из двух стран мира (наряду со Швейцарией), не имеющих официальной столицы (неофициальная столица Науру — город Ярен, где находятся парламент и аэропорт страны).
Государственный язык — науруанский — один из австронезийских языков, достаточно плохо изученный.
Остров, где сегодня располагается государство, был заселён людьми из Микронезии и Полинезии приблизительно в 1000 году до н. э. В конце XIX века государство Науру было аннексировано и объявлено колонией Германской империи. После Первой мировой войны оно стало мандатной территорией под управлением Австралии, Новой Зеландии и Великобритании. Во время Второй мировой войны государство было оккупировано японскими войсками, а затем освобождено продвижением союзников через Тихий океан. После окончания войны страна вступила в опеку ООН, обретя независимость в 1968 году и став членом Тихоокеанского сообщества в 1969 году.
Государство входит в Содружество наций. 14 сентября 1999 года Республика Науру была принята в ООН. Науру — член Южно-тихоокеанской комиссии.

## Этимология

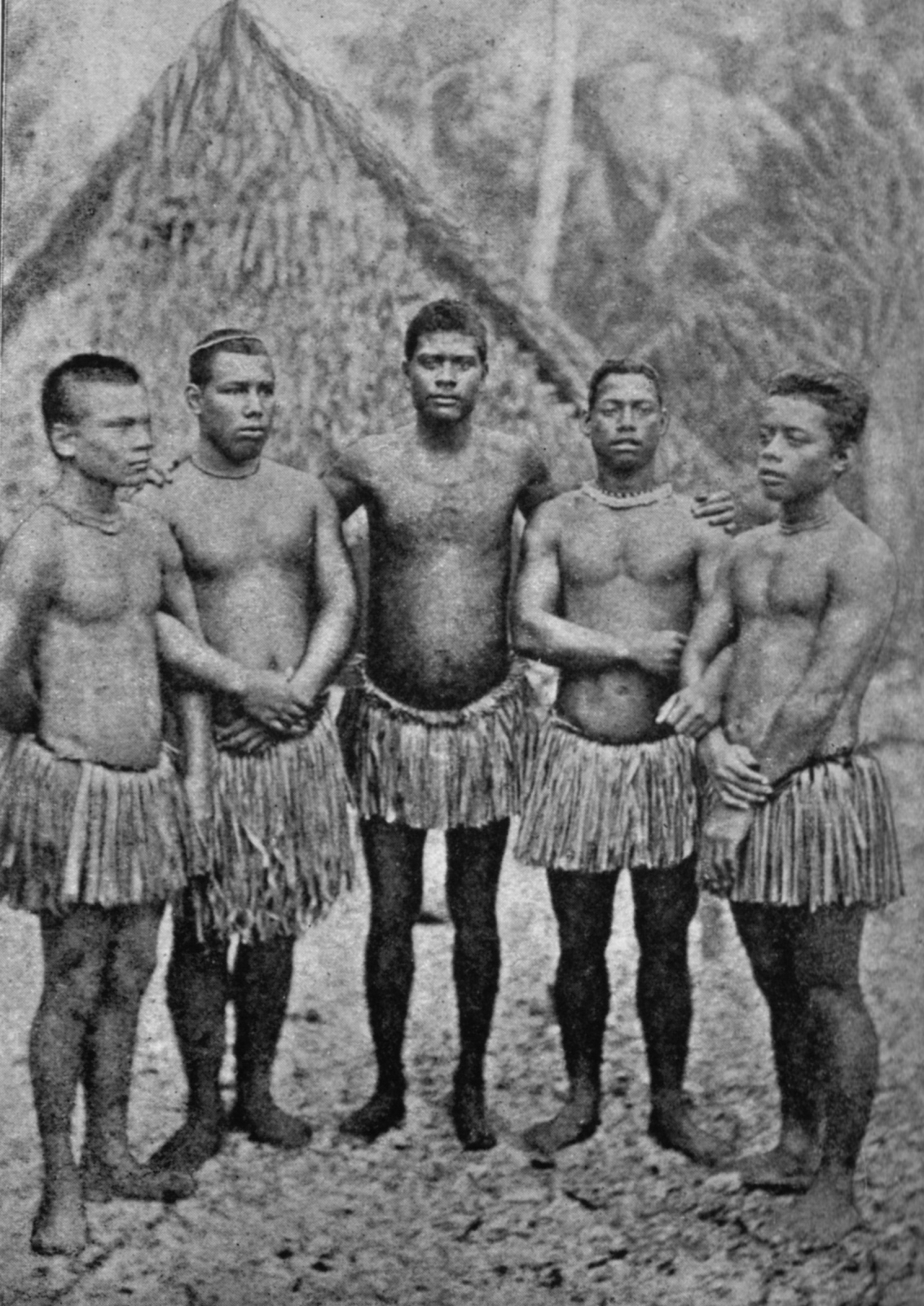
Науруанцы в 1914 году

Происхождение слова «Науру» точно не известно.
Как и сейчас, науруанцы в далёком прошлом называли свой остров Naoero. Немецкий профессор Пауль Хамбрух, посетивший остров в 1909—1910 годах, давал следующее объяснение этимологии этого слова: согласно его мнению, Naoero является сокращением высказывания a-nuau-a-a-ororo (в современном написании — A nuaw ea arourõ), которое переводится с науруанского языка как «я иду на морской берег». Тем не менее немецкий католический миссионер Алоиз Кайзер, проживший на острове Науру более 30 лет и усиленно изучавший науруанский язык, не признавал это толкование, так как на местном языке после слова «морской берег», употребляющегося с глаголом движения, должно следовать указательное слово rodu, которое переводится как «вниз». Сами науруанцы под словом «морской берег» понимают самое глубокое, низменное место острова. Оно используется как по отношению к суше, так и к морю. Сам факт того, что Хамбрух не учитывает слова rodu в объяснении этимологии слова Naoero, позволяет говорить о неосновательности его предположений.
У острова есть и другие названия: английские колонисты до 1888 года называли Науру «Приятным островом» (англ. Pleasant Island). Немцы называли его Nawodo или Onawero. Позднее написание слова Nauru было изменено на Naoero, чтобы европейцы могли правильно произносить название страны.

## Физико-географическая характеристика

### Общая география

Карта Науру

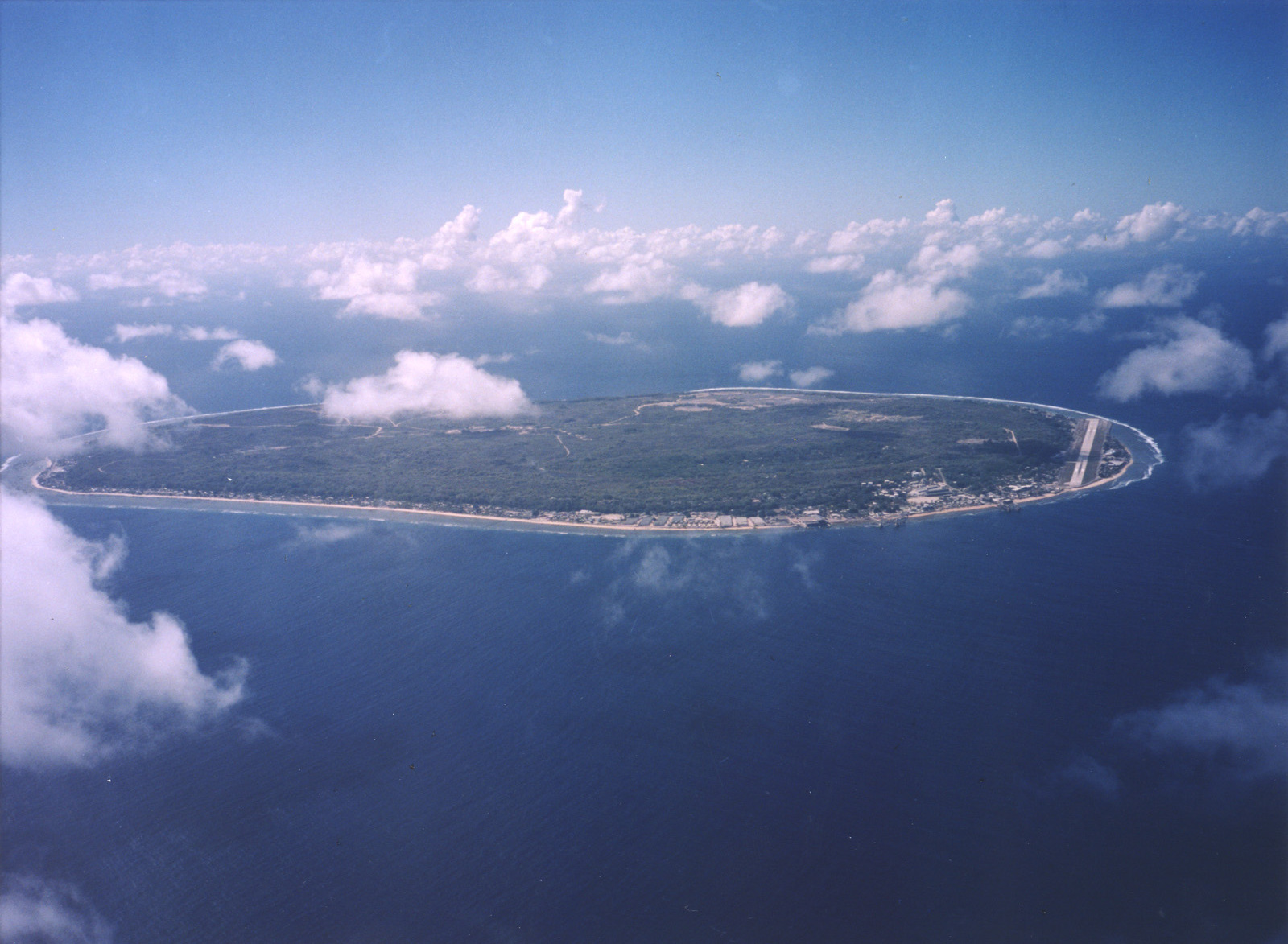
Науру с воздуха

Остров Науру лежит в западной части Тихого океана примерно в 42 км от экватора.
Ближайший остров — Банаба (Ошен) — расположен в 288 км к востоку от Науру и принадлежит Республике Кирибати.
Площадь исключительной экономической прибрежной зоны (ИЭЗ) — 308 480 км², из которых 570 км² приходится на территориальные воды.
Граничит с Кирибати и Маршалловыми островами — границы страны проходят по границам исключительных экономических зон.
Остров Науру — поднятый коралловый атолл, приуроченный к вершине вулканического конуса. Остров имеет овальную форму, с востока побережье вогнуто — там располагается залив Анибар. В окружающем остров коралловом рифе проделано несколько каналов для облегчения доступа к берегу. Площадь острова — 21,3 км², длина — 6 км, ширина — 4 км. Длина береговой линии — около 18 км. Самая высокая точка — 65 метров (по разным данным, 61—71 метров) — расположена на границе округов Айво и Буада. Примерно на расстоянии 1 км от берега глубина океана достигает более 1000 метров. Связано это с тем, что в этом месте расположен крутой обрыв, достигающий океанического дна.
Поверхность острова представляет собой узкую прибрежную равнину шириной в 100—300 метров, окружающую известняковое плато, высота которого в центральной части Науру достигает 30 метров. Плато раньше было покрыто мощной толщей фосфоритов (науруита), сформировавшейся, предположительно, из экскрементов морских птиц. Остров окаймлён узким рифом (ширина — около 120—300 метров), обнажающимся во время морского отлива и усеянного рифовыми пиками. В рифе прорыты 16 каналов, позволяющих небольшим лодкам подходить непосредственно к берегу острова.

### Геология

Физическая карта Науру

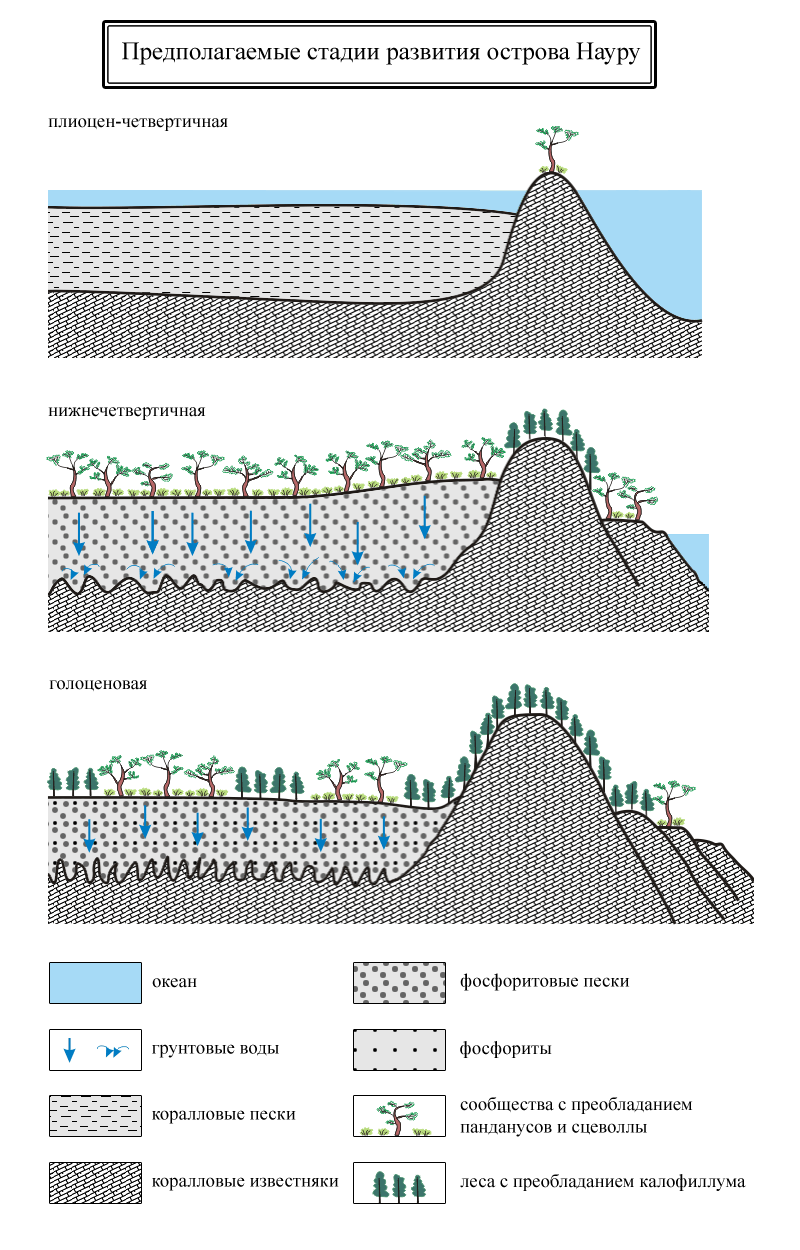
Предполагаемые стадии геологической истории острова Науру

Во внутреннем районе острова находятся огромные известняковые зубцы и пирамиды, оставшиеся после фосфоритных разработок. Высота этих сооружений в отдельных местах превышает 10 метров, а сам карьер представляет собой огромный лабиринт со множеством котловин и впадин. Узкоколейная железная дорога была построена специально для облегчения доставки выработанных фосфоритов в порт острова. В районе известняковых глыб почти отсутствует почвенный покров, поэтому вся дождевая вода не задерживается на поверхности, а просачивается сквозь горную породу.
Атолл Науру существует с очень давних времён. До сих пор сохранился окаймляющий риф из кораллов третичного периода. Согласно геологическим исследованиям, в палеогене поверхность дна современной лагуны острова находилась на 60 метров ниже современного уровня Мирового океана (то есть практически весь остров был затоплен водой). В период миоцена эпохи неогена атолл был значительно приподнят: дно современной лагуны оказалось на 10 метров выше современного уровня Мирового океана. Предположительно в это же время остров Науру был подвергнут сильной эрозии, вследствие чего произошли изменения карстового рельефа. Впоследствии центральная часть острова оказалась под водой, в результате чего появилась мелководная лагуна в центре атолла. В многочисленных углублениях и полых пространствах между рифовым известняком скапливались осадки разных отложений, богатых фосфором. Затопление острова длилось достаточно долгий период, поэтому за это время отложения в лагуне претерпели значительные изменения: произошло обогащение имеющихся фосфорных соединений.
Затем последовал длительный период поднятия суши Науру. Поверхность лагуны оказалась свободной от воды, и на атолле стали появляться растения. В настоящее время внутренний район Науру возвышается над поверхностью океана на 20—30 метров. На острове сохранилось лишь одно углубление, лагуна Буада, которое полностью изолировано от океанических вод.

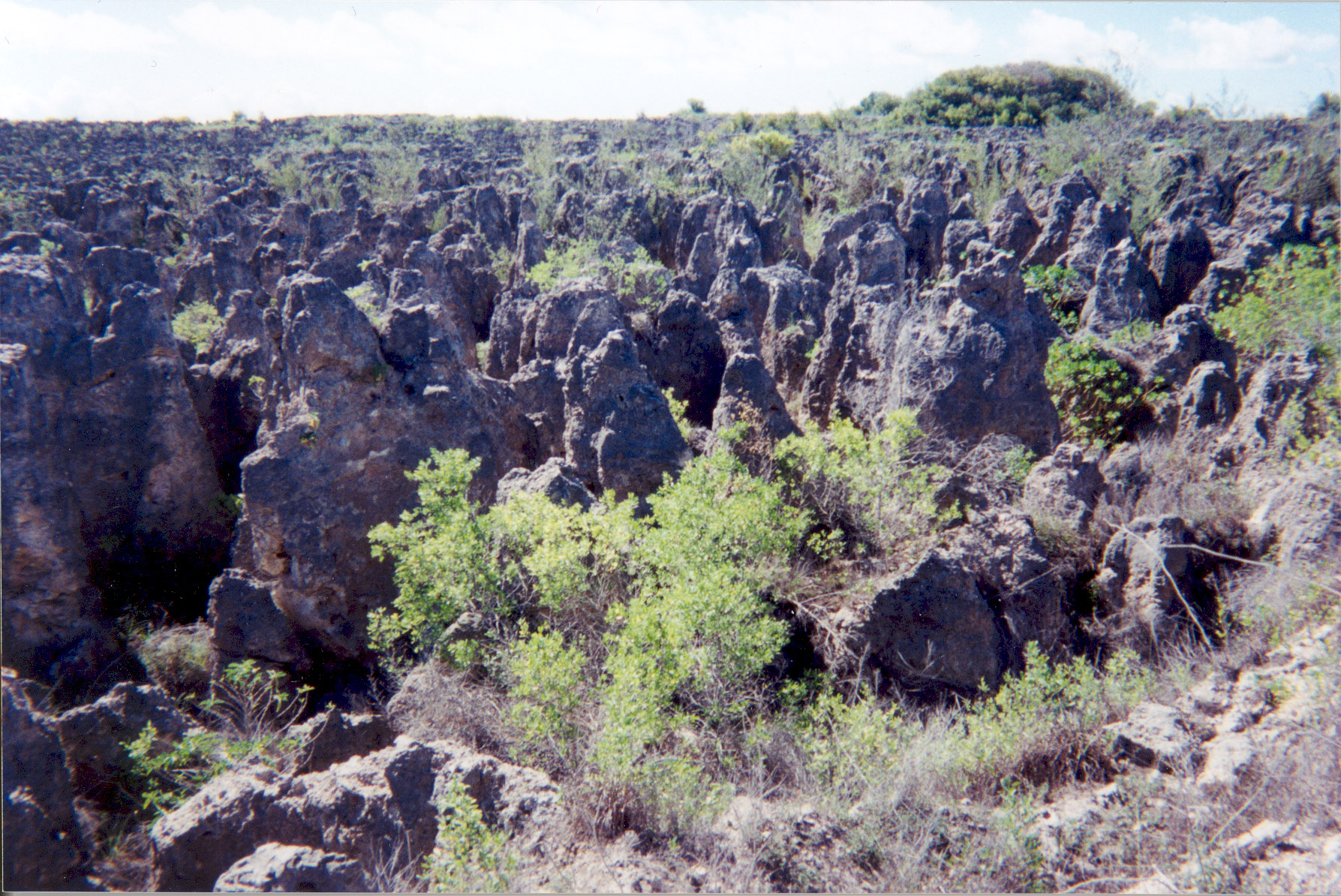
Безжизненный «лунный пейзаж» в районе выработанных фосфоритных карьеров. Хорошо видны не зарастающие травой известняковые глыбы, имеющие высоту до 15 м

В представленной выше картине геологических процессов на острове Науру есть два спорных момента. Во-первых, подвергается сомнению описанный процесс формирования местного рельефа. Помимо гипотезы, согласно которой рельеф был подвергнут закарстовыванию, а рифовый известняк растворился в воде, существует ещё одна точка зрения. На побережье и на каменистых мелководьях, особенно в восточной части острова, имеется большое количество сохранившихся маленьких каменных колонн, которые в течение очень длительного периода были подвержены эрозии со стороны морских волн. Можно представить, какому сильному воздействию со стороны океана были подвержены районы мелководья во время поднятия острова. Это пространство не было защищено; во всяком случае, в рифе округлой формы произошло формирование широких проходов. Дальнейшее поднятие поверхности Науру привело лишь к тому, что продолжалось размывание, а дождевая вода сглаживала каменные колонны и зубцы.
Во-вторых, спорным остаётся процесс формирования фосфоритов. На карьерах, где добывался так называемый «науруит», видно, что пласт фосфорных отложений имеет очень сложную структуру: типичными являются многочисленные обломки различной высоты. Следовательно, первоначальное скопление фосфоритов, которые обычно формируются из погибшей массы планктона, подвергалось многократным изменениям под воздействием эрозии и изменения залегания.
В сложной и длительной истории острова были периоды сильных тайфунов, когда происходило вымывание обломочных материалов. Подобные изменения можно до сих пор наблюдать на многих атоллах Тихого океана. На Науру происходило постоянное вымывание тонкого слоя почвы, в то время как желваки фосфоритов, через которые просачивалась дождевая вода, никуда не исчезали. Постепенно полые формы рельефа — прежде всего, впадины и щели глыб из рифового известняка — заполнялись гравием и обломками.
Существует и другая версия возникновения месторождения фосфоритов на острове: в процессе выветривания пород на поверхности происходило образование углублений и острых конусов, которые служили идеальным местом для гнездующихся птиц. Постепенно остров покрывался экскрементами морских птиц. Образовавшееся гуано постепенно превратилось в фосфат кальция. Содержание фосфата в горной породе острова превышает 90 %.

### Климат
Климат на Науру — экваториальный муссонный, жаркий и влажный. Средняя температура составляет около +27,5 °C. В дневное время она обычно колеблется между +26 °C и +35 °C, а в ночное — между +22 °C и +28 °C. Дневная температура может достигать +38‑41 °C. Среднее годовое количество осадков — 2060 мм. Случаются засушливые годы, а в отдельные годы выпадает до 4500 мм осадков. Такие существенные колебаниями объясняются явлениями Эль-Ниньо и Ла-Нинья Сезон дождей длится с ноября по февраль, когда преобладают западные муссоны (сезон циклонов). С марта по октябрь господствуют ветра северо-восточного направления. В год на острове выпадает около 30 млн м³ воды при почти полном отсутствии поверхностного стока.
Правительство Науру озабочено проблемой глобального потепления, так как в случае повышения уровня Мирового океана острову угрожает затопление, поэтому республика пытается привлечь внимание мировой общественности — прежде всего, через ООН.
| Показатель              | Янв. | Фев. | Март | Апр. | Май | Июнь | Июль | Авг. | Сен. | Окт. | Нояб. | Дек. | Год  |
| ----------------------- | ---- | ---- | ---- | ---- | --- | ---- | ---- | ---- | ---- | ---- | ----- | ---- | ---- |
| Абсолютный максимум, °C | 34   | 37   | 35   | 35   | 32  | 32   | 35   | 33   | 35   | 34   | 36    | 35   | 37   |
| Абсолютный минимум, °C  | 21   | 21   | 21   | 21   | 20  | 21   | 20   | 21   | 20   | 21   | 21    | 20   | 20   |
| Осадки год, мм          | 280  | 250  | 190  | 190  | 120 | 110  | 150  | 130  | 120  | 100  | 120   | 280  | 2080 |

### Гидрология и почвы

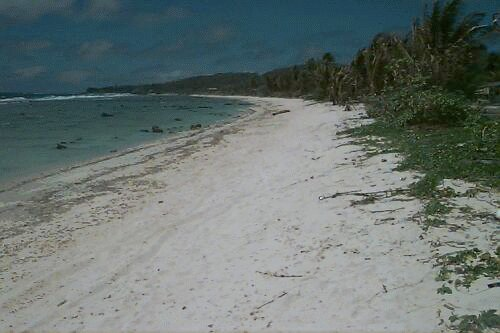
Залив Анибар (восточное побережье)

Реки на острове Науру отсутствуют. В юго-западной части острова имеется небольшое слегка солоноватое озеро Буада, которое питается за счёт дождевых вод. Его уровень на 5 метров выше уровня окружающего Науру океана.
Одной из проблем острова является дефицит пресной воды. На фоне увеличения численности населения страны она с каждым годом становится всё острее. На острове действует всего лишь одна опреснительная установка, которая работает на электроэнергии, вырабатываемой единственной в Науру электростанцией. Из-за очень высокой стоимости электроэнергии, однако, опреснительная установка часто перестаёт работать. Во время дождей население собирает воду в специальные ёмкости и в дальнейшем использует её в бытовых нуждах, для полива садов и для скота. В период засухи вода привозится на судах из Австралии.
В округе Ярен находится небольшое подземное озеро Мокуа-Вел, связанное с системой пещер Мокуа. Рядом с побережьем на границе округов Июв и Анабар расположено скопление небольших лагун, со всех сторон окружённых сушей.
Слой почвы на побережье Науру очень тонкий — всего 25 сантиметров — и состоит больше из обломков кораллов и гравия, чем песка. На центральном плато, в основном, представлены маломощные почвы поверх известняковых глыб, состоящие из органики и песка или доломита с незначительным содержанием фосфатов. Слой пахотной земли имеет глубину около 10‑30 см и лежит поверх красновато-жёлтых подпочв, глубина которых варьируется от 25 до 75 см.

### Флора и фауна

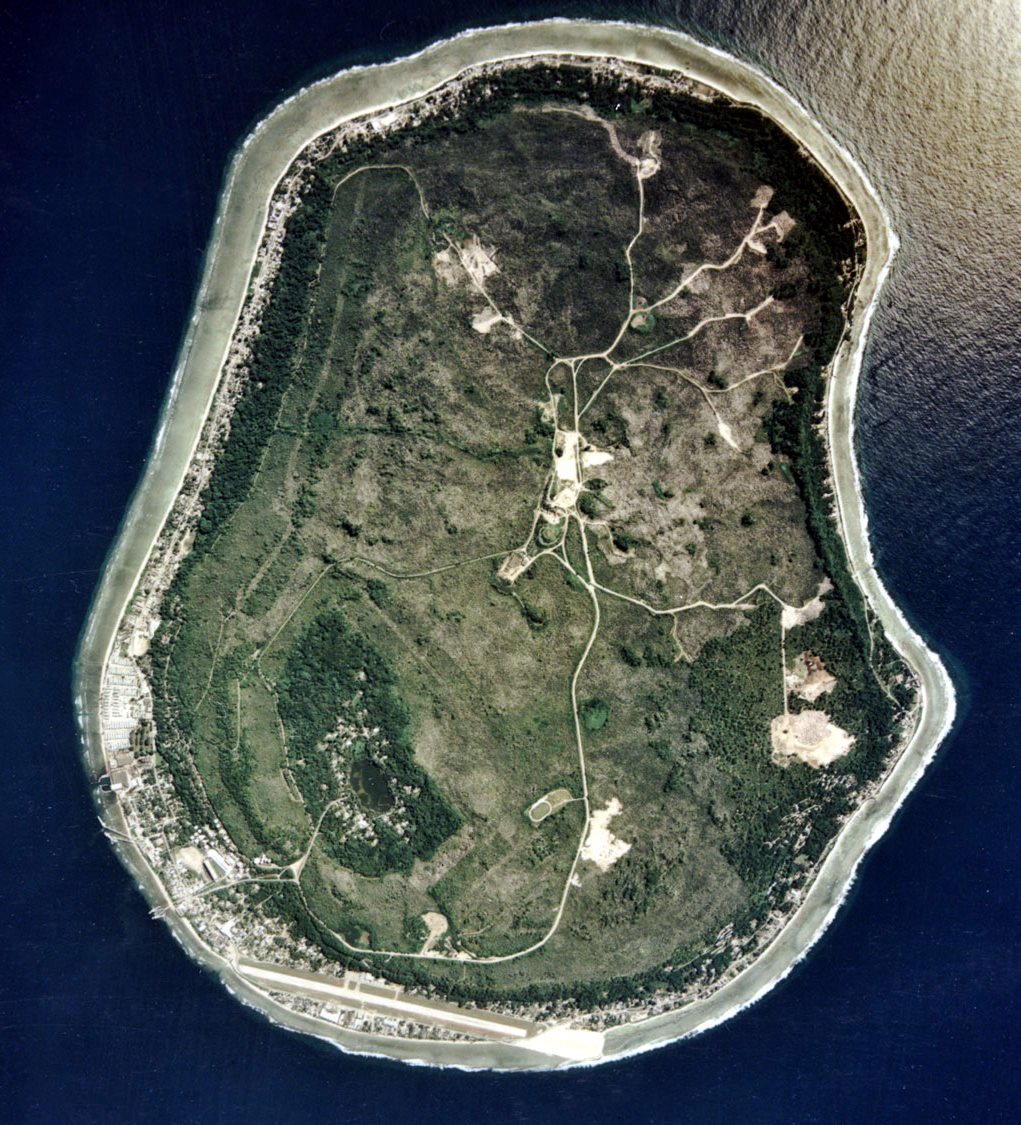
Спутниковый снимок острова Науру, сделанный в 2002 году. Растительный покров восстановлен на 63 % территории отработанных фосфоритных карьеров

Из-за очень маленького размера острова, его изоляции от континентальной суши и крупных архипелагов на Науру всего 60 видов местных сосудистых растений, ни одно из которых не является эндемиком. Сильные разрушения после Второй мировой войны, монокультурное распространение кокосовой пальмы и разработки фосфоритов привели к уничтожению растительного покрова на большей части Науру, который в настоящее время восстановлен на 63 % территории.
На острове повсеместно произрастают кокосовые пальмы, панданусы, фикусы, лавр и другие лиственные деревья. Распространены также разные типы кустарниковых формаций. Наиболее густая растительность встречается около прибрежной полосы острова шириной около 150‑300 метров и к окрестностям озера Буада. Во внутренней части Науру встречается гибискус, а также посадки вишни, миндалевого дерева и мангового дерева.
Низменные местности острова покрыты густой растительностью, представленной, в основном, низкорослыми растениями, в то время как на возвышенностях преобладают древесные растения.
Животный мир Науру беден. Все млекопитающие были завезены людьми: малые крысы, кошки, собаки и свиньи, а также куры. Пресмыкающиеся представлены ящерицами. Более разнообразна орнитофауна — всего 6 видов (кулики, крачки, буревестники, фрегаты, голуби). На Науру обитает только один вид певчих птиц — науруанская камышовка (Acrocephalus rehsei), эндемик острова. Много насекомых и других беспозвоночных. В водах вокруг острова водятся разнообразные акулы, морские ежи, моллюски, крабы и множество ядовитых морских животных.

## История

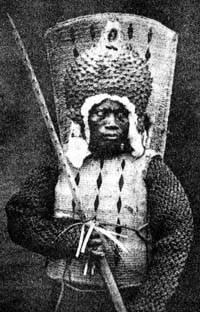
Воин-науруанец (1880)

Остров Науру был заселён микронезийцами и полинезийцами около 3 тысяч лет назад. Согласно одной из версий, первые переселенцы прибыли на Науру с островов Бисмарка и представляли праокеанийский этнос, ещё до его распада на меланезийцев, микронезийцев и полинезийцев. Традиционно островитяне учитывали своё происхождение по материнской линии. До прихода европейцев население острова Науру состояло из 12 племён, что нашло своё отражение в двенадцатиконечной звезде на современных флаге и гербе Республики Науру. Первым среди европейцев Науру открыл 8 ноября 1798 года плывший из Новой Зеландии в Китай английский капитан Джон Фирн, давший острову название «Приятный» (англ. Pleasant Island), которое активно использовалось в течение 90 лет. В то время на Науру наблюдалось становление среднесложных стратифицированных социальных систем. Основными сельскохозяйственными культурами были кокосовая пальма и панданус. Науруанцы ловили рыбу на рифе, с каноэ и с помощью специально обученных птиц — больших фрегатов. Также они смогли акклиматизировать в озере Буада рыбу ханос (лат. Chanos chanos), обеспечив себя дополнительным источником пищи. Ловлей рыбы занимались исключительно мужчины.
В XIX веке на острове начали селиться первые европейцы. Это были беглые каторжники, дезертиры с подходивших к острову китобойных судов, а позднее и отдельные торговцы. Чужеземцы (европейцы) занесли на остров венерические болезни, спаивали науруанцев, разжигали междоусобные войны, ставшие несравненно более кровопролитными в связи с использованием огнестрельного оружия.

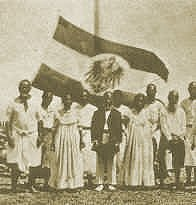
Остров Науру аннексирован Германией в 1888 году

16 апреля 1888 года остров Науру был аннексирован Германией и включён в состав протектората Маршалловы Острова под управлением Джалуитской компании. Население острова было обложено налогом, но ещё некоторое время остров продолжал жить своей уединённой жизнью. Положение изменилось после того, как здесь были обнаружены крупные залежи фосфоритов. В 1906 году австралийская компания «Пасифик фосфейт компани» (англ. Pacific Phosphate Company) получила разрешение на их разработку. Это наложило глубокий отпечаток на всю дальнейшую историю Науру.
17 августа 1914 года остров Науру был захвачен австралийскими войсками в ходе Первой мировой войны. Небольшой воинский отряд был переброшен на корабле, принадлежащем «Пасифик фосфейт компани».
Австралийцы ненамного опередили японцев, которые также получили приказ занять остров, богатый фосфоритами. Австралийцы преследовали несколько целей: во-первых, было важно нарушить немецкую систему «Etappendienst», захватив передающую станцию на острове (станция входила в сеть радиостанций, обеспечивающих связь с немецкими кораблями и судами); во-вторых, правительство Австралийского Союза настороженно относилось к действиям Японии, весьма справедливо подозревая последнюю в экспансионизме. По итогам войны в 1923 году Науру получил статус мандатной территории Лиги Наций и было передан под совместное управление Великобритании, Австралии и Новой Зеландии, но административное управление осуществляла Австралия. Эти страны выкупили у частной компании все её права на залежи фосфоритов и создали совместную компанию «Бритиш фосфейт комишн» (англ. British Phosphate Commision) для освоения месторождений фосфоритов и их продажи. Интенсивная разработка фосфоритов велась вплоть до Второй мировой войны, но коренным жителям выплачивалась лишь мизерная компенсация.

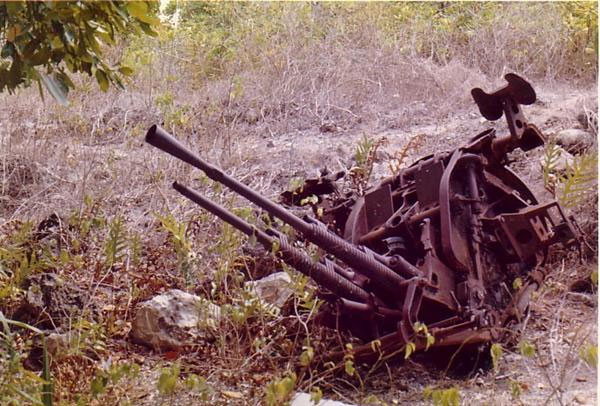
Японская зенитка времён войны

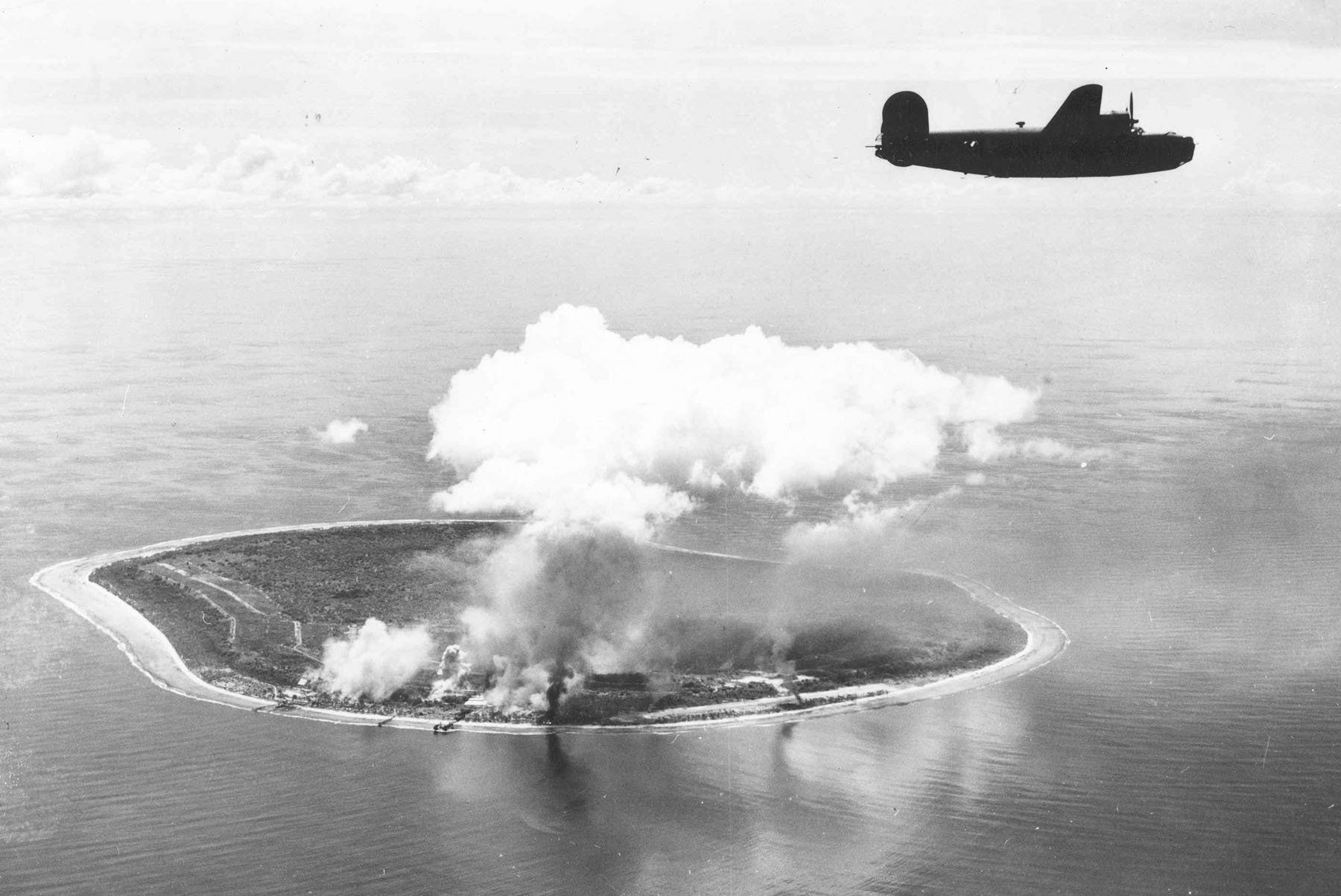
Остров Науру атакован бомбардировщиком B-24 Liberator из Седьмая воздушная армия США (1943)

В начале декабря 1940 года немецкие вспомогательные крейсера «Комет» и «Орион» потопили одно норвежское и несколько британских торговых судов недалеко от Науру. Часть из них ожидала у берегов острова погрузки фосфоритов. Дым горящего фосфоритовоза «Триадика» был виден с берега Науру. Радиостанция острова приняла сигналы тревоги, посланные судном «Комата». Полученная информация была передана радиограммой в штаб ВМС Австралии. Обломки потопленных судов выбрасывались волнами на берег Науру; почти все пленённые члены экипажей и пассажиры были высажены немцами 21 декабря на острове Эмирау в архипелаге Бисмарка. Некоторые из них смогли быстро добраться до города Кавиенг и сообщить австралийцам о готовящемся нападении на остров Науру, но военных кораблей, способных предотвратить рейд, у Австралии в этом районе не было. 27 декабря 1940 года крейсер «Комет» вернулся к Науру для бомбардировки портовых сооружений. Встав на траверзе острова, «Комет» поднял военный флаг кригсмарине и отправил радиосигнал с приказом очистить причалы и нефтехранилище, но толпа любопытных не расходилась, и только предупредительный выстрел разогнал островитян. После артобстрела на месте порта остались лишь руины. Возникший пожар уничтожил крупный штабель фосфоритов, уже закупленный японцами.
25 августа 1942 года остров Науру был захвачен Японией и освобождён 13 сентября 1945 года. В период японской оккупации 1200 науруанцев было депортировано на острова Трук в архипелаге Каролинские острова, где 463 из них погибли. В январе 1946 года оставшиеся в живых науруанцы вернулись на родину.
С 1947 года Науру стал подопечной территорией ООН, продолжая находиться под совместным управлением Великобритании, Австралии и Новой Зеландии; административное управление вновь осуществляла Австралия. В 1927 году был создан избиравшийся населением Совет вождей, который был наделён лишь ограниченными совещательными полномочиями. В 1940—1950-х годах на острове оформилось движение за независимость. В 1951 году Совет вождей был трансформирован в Науруанский совет местного управления — совещательный орган при колониальной администрации.
В конце 1960-х — начале 1970-х годов в американской подопечной территории Тихоокеанские острова высказывались предложения о создании единого государства на территории Микронезии и части островов Полинезии, в состав которого должен был войти и Науру. Этим замыслам, однако, не суждено было осуществиться, а сама подопечная территория распалась на четыре государства — Маршалловы Острова, Палау, Северные Марианские острова и Федеративные Штаты Микронезии.
К 1966 году удалось добиться создания местных Законодательного и Исполнительного советов, обеспечивших внутреннее самоуправление на Науру. Независимость была провозглашена 31 января 1968 года.
В середине 1970-х годов ежегодно добывалось и экспортировалось до 2 млн тонн фосфоритов на сумму 24 млн австралийских долларов.

## Административное деление
Территория Науру разбита на 14 административных округов, которые объединены в 8 избирательных округов.

## Население

### Динамика населения
Население по округам:
| №  | Округа     | Площадь кв км | 17-04-1992 | 23-09-2002 | 30-10-2011 | Карта-схема округов Науру      |
| -- | ---------- | ------------- | ---------- | ---------- | ---------- | ------------------------------ |
| 1  | Айво       | 1,1           | 874        | 1051       | 1220       | Административное деление Науру |
| 2  | Анабар     | 1,5           | 320        | 378        | 452        | Административное деление Науру |
| 3  | Анетан     | 1,0           | 427        | 498        | 587        | Административное деление Науру |
| 4  | Анибар     | 3,1           | 165        | 232        | 226        | Административное деление Науру |
| 5  | Баити      | 1,2           | 450        | 443        | 513        | Административное деление Науру |
| 6  | Боэ        | 0,5           | 750        | 731        | 851        | Административное деление Науру |
| 7  | Буада      | 2,6           | 661        | 673        | 739        | Административное деление Науру |
| 8  | Денигомоду | 0,9           | 325        | 292        | 307        | Административное деление Науру |
| 9  | Ева        | 1,2           | 355        | 397        | 446        | Административное деление Науру |
| 10 | Июв        | 1,1           | 206        | 169        | 178        | Административное деление Науру |
| 11 | Мененг     | 3,1           | 1389       | 1323       | 1380       | Административное деление Науру |
| 12 | Нибок      | 1,6           | 577        | 479        | 484        | Административное деление Науру |
| 13 | Уабо       | 0,8           | 447        | 386        | 318        | Административное деление Науру |
| 14 | Ярен       | 1,5           | 672        | 632        | 747        | Административное деление Науру |
|    | Науру      | 21,2          | 9919       | 10065      | 10084      | Административное деление Науру |

### Естественное движение
Основываясь на переписи 2011 года, можно сказать, что население острова — молодое и быстрорастущее. Общая численность населения во время переписи составляла 10 084 жителей (5105 мужчин и 4979 женщин), что больше, чем в 2006 году с численностью в 9233 жителей. C 2006 года население увеличилось на 9,22 %, или на 851 человека. Среднегодовой темп роста составил за это время (в 2006—2011 годах) 1,844 %, то есть ежегодный прирост населения был в пределах 170 человек в год. В настоящее время, однако, прирост населения намного выше, чем 1,8 %, поскольку рождаемость в Науру увеличивается и составляет около 29 ‰, что означает увеличение примерно на 300 человек в год. При нынешнем высоком уровне роста население удвоится и достигнет 20 000 жителей в 2038 году. Население Науру на 2024 год — 11 133 человека.
Наблюдается рост суммарного коэффициента рождаемости вследствие восстановления экономической жизни: общий коэффициент рождаемости (СКР) увеличился с 3,4 рождений на одну женщину в 2004 году до 4,3 в 2010 году. В 2007—2011 годах было, в среднем, 350 рождений в год, что приблизительно равно уровню рождаемости в 35 ‰.
| Суммарный коэффициент рождаемости | Суммарный коэффициент рождаемости | Суммарный коэффициент рождаемости | Суммарный коэффициент рождаемости | Суммарный коэффициент рождаемости | Суммарный коэффициент рождаемости | Суммарный коэффициент рождаемости | Суммарный коэффициент рождаемости | Суммарный коэффициент рождаемости | Суммарный коэффициент рождаемости |
| 2002                              | 2003                              | 2004                              | 2005                              | 2006                              | 2007                              | 2008                              | 2009                              | 2010                              | 2011                              |
| --------------------------------- | --------------------------------- | --------------------------------- | --------------------------------- | --------------------------------- | --------------------------------- | --------------------------------- | --------------------------------- | --------------------------------- | --------------------------------- |
| 3,025                             | ↘2,515                            | ↗3,050                            | ↘2,430                            | ↘2,340                            | ↘2,115                            | ↗2,520                            | ↗3,240                            | ↗3,725                            | ↗4,225                            |

Уровень рождаемости в подростковом возрасте очень высок — число рождений у женщин в возрасте 15—19 лет составляет 81 ребёнка на 1000 женщин.

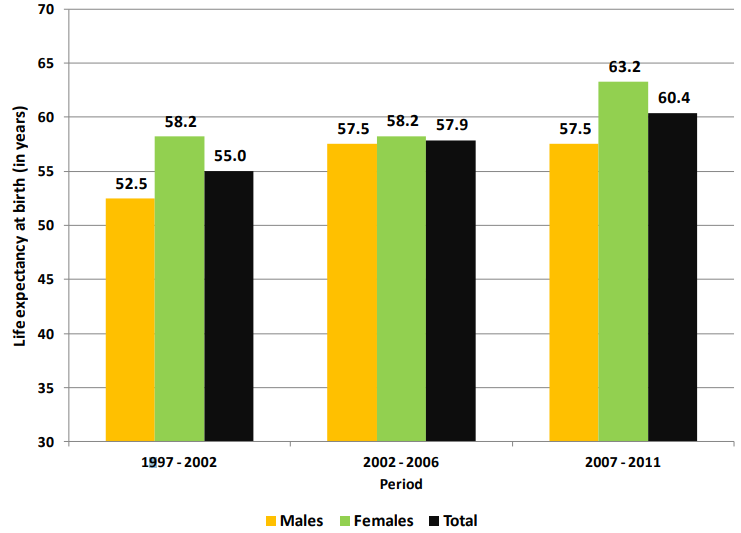
Общая продолжительности жизни

Естественное движение:
| Год  | Рождений | Смертей | Естественный прирост |
| ---- | -------- | ------- | -------------------- |
| 2002 | 255      | 91      | 164                  |
| 2003 | 212      | 76      | 136                  |
| 2004 | 253      | 75      | 178                  |
| 2005 | 194      | 80      | 114                  |
| 2006 | 190      | 88      | 102                  |
| 2007 | 171      | 74      | 97                   |
| 2008 | 206      | 84      | 122                  |
| 2009 | 273      | 57      | 216                  |
| 2010 | 322      | 69      | 253                  |
| 2011 | 370      | 75      | 295                  |

### Продолжительность жизни и здоровье

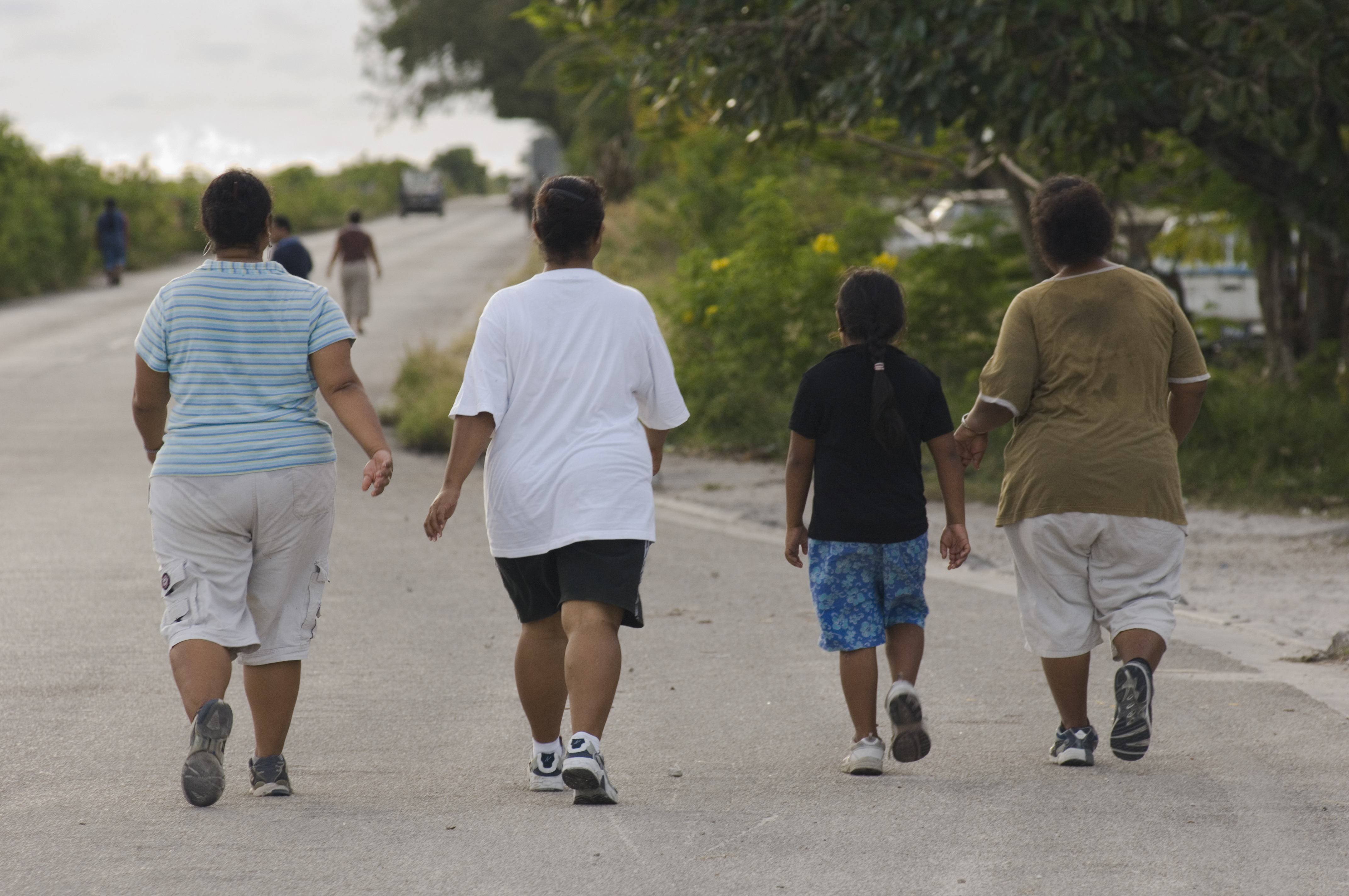
Науруанская молодёжь — на Науру очень большая доля населения страдает ожирением

Ожидаемая продолжительность жизни науруанцев при рождении в 2007—2011 гг. составляла 57,5 и 63,2 года у мужчин и женщин, соответственно. Продолжительность жизни мужчин не изменилась, в то время как продолжительность жизни женщин увеличилась на 5 лет, когда в 2002—2006 гг. общая продолжительность жизни у мужчин составляла 57,5 года, а у женщин — 58,2 года. Средняя продолжительность жизни мужчин в 2011 году составляла 65 лет, женщин — 75 лет.
Бо́льшая часть населения страны страдает ожирением в той или иной степени — по этому показателю науруанцы являются одной из ведущих наций в мире. Согласно подсчётам, около 97 % науруанских мужчин и 93 % женщин имеют лишний вес. В 2012 году ожирение затрагивало 71,7 % жителей страны .

### Численность и размещение

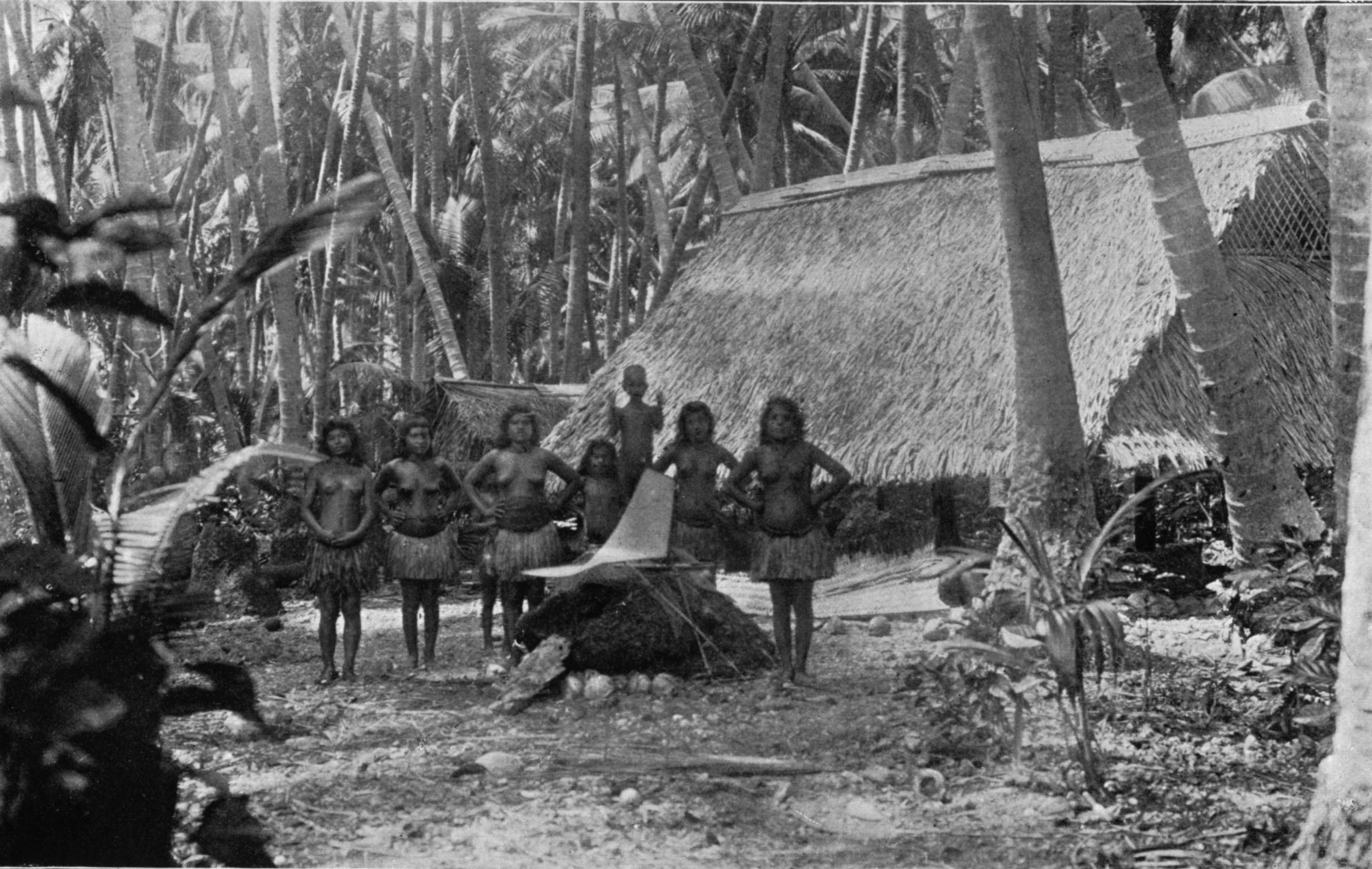
Деревня на Науру (1896)

Согласно переписи октября 2011 года, численность населения Республики Науру составляла 10 084 человек, в том числе мужчин — 5105, а женщин — 4979 чел. Плотность населения — 473,43 чел. на км². Кроме того, на территории острова находится лагерь беженцев, пытавшихся нелегально попасть в Австралию; на конец июня 2016 года, в нём содержалось 442 человека, в том числе 338 мужчин, 55 женщин и 49 детей; значительная часть беженцев происходит из Афганистана, Ирана и Ирака.
В 1968 году, во время провозглашения независимости, численность населения составляла свыше 6 тысяч человек (6 057 в 1966 году).

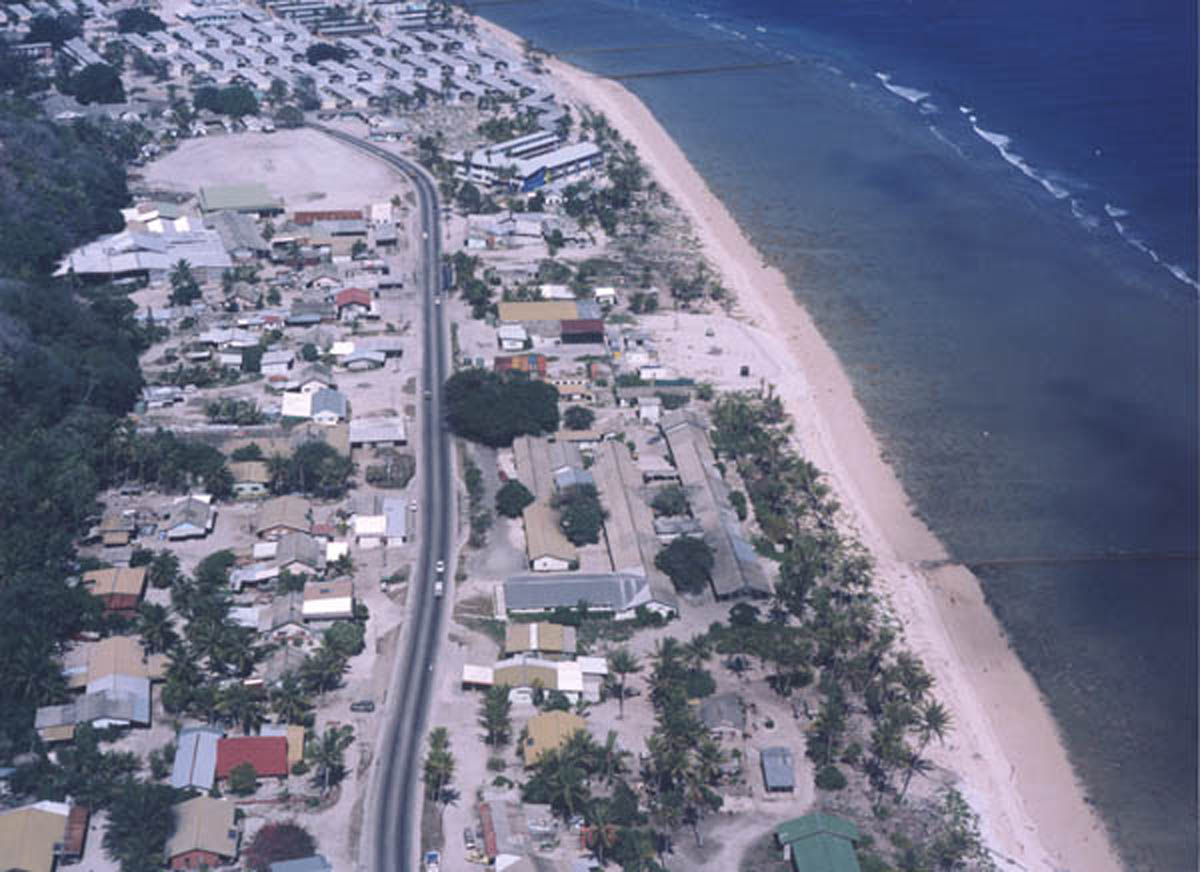
Фотография жилого района в округах Денигомоду и Нибок

Рождаемость на Науру оценивается в 24,47 на 1000 жителей, смертность — 6,65 на 1000, естественный прирост населения — 1,781 %. Младенческая смертность в 2007 году оценивалась в 9,6 человек на 1000 новорождённых.
Доля детей до 15 лет в 2007 году составила 37,8 % (3813 чел.), взрослого населения от 15 до 60 лет — 59,3 % (5983 чел.), старше 60 лет — 2,9 % (287 чел.).
Официальной столицы и городов на острове нет. Резиденция президента находится в округе Мененг, а правительственные учреждения и парламент — в округе Ярен. Всё население острова проживает вдоль побережья, а также вокруг озера Буада.

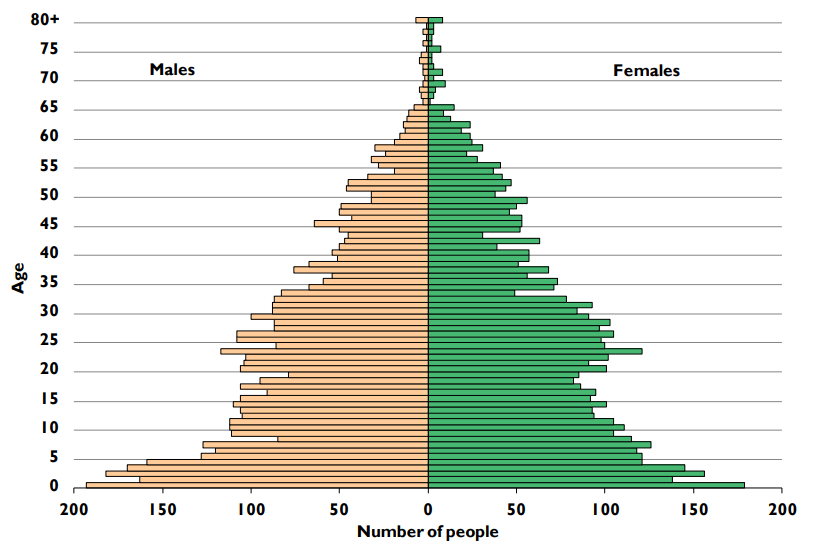
Половозрастная пирамида Науру 2011

| Численность населения, чел. | Численность населения, чел. | Численность населения, чел. | Численность населения, чел. | Численность населения, чел. | Численность населения, чел. | Численность населения, чел. | Численность населения, чел. | Численность населения, чел. | Численность населения, чел. |
| 1921                        | 1933                        | 1947                        | 1954                        | 1961                        | 1966                        | 1977                        | 1983                        | 1992                        | 2000                        |
| --------------------------- | --------------------------- | --------------------------- | --------------------------- | --------------------------- | --------------------------- | --------------------------- | --------------------------- | --------------------------- | --------------------------- |
| 2066                        | ↗2641                       | ↗2855                       | ↗3473                       | ↗4613                       | ↗6057                       | ↗6966                       | ↗7674                       | ↗9919                       | ↗10 123                     |
| 2001                        | 2002                        | 2003                        | 2004                        | 2005                        | 2006                        | 2007                        | 2008                        | 2009                        | 2010                        |
| ↘10 106                     | ↘10 064                     | ↘9871                       | ↘9668                       | ↘9456                       | ↘ 9233                      | ↗9373                       | ↗9570                       | ↗9771                       | ↗9976                       |
| 2011                        | 2013                        | 2015                        | 2016                        | 2019                        |                             |                             |                             |                             |                             |
| ↗10 084                     | ↗10 500                     | ↗10 900                     | ↘10 800                     | ↗11 550                     |                             |                             |                             |                             |                             |

### Половозрастная структура
Зарегистрированное постоянное население в 2011 году состояло из 5 105 мужчин и 4 979 женщин. Мужчины превосходили численностью женщин на 126 человек, что привело к соотношению полов в 103, то есть на 100 женщин приходилось 103 мужчины, однако с 1992 года соотношение полов постоянно снижалось, когда на 100 женщин приходилось 105 мужчин.
Возрастная динамика
| Год  | Возрастные группы (%) | Возрастные группы (%) | Возрастные группы (%) | Возрастные группы (%) | Средний возраст | Мужчин на 100 женщин |
| Год  | 0-14                  | 15-24                 | 25-59                 | 60+                   | Средний возраст | Мужчин на 100 женщин |
| ---- | --------------------- | --------------------- | --------------------- | --------------------- | --------------- | -------------------- |
| 1992 | 43                    | 17                    | 38                    | 3                     | 19,4            | 105                  |
| 2002 | 39                    | 20                    | 39                    | 3                     | 20,7            | 104                  |
| 2011 | 38                    | 19                    | 40                    | 3                     | 21,5            | 103                  |

### Этнический состав
Состав населения Науру во многом является результатом деятельности горнодобывающей промышленности. Рабочие в 1930-х были импортированы из разных частей мира для работы на шахтах. Ранние отчёты показывают, что в 1939 году иностранное население было равно коренному населению науруанцев. В 1977 году пропорция составляли 60 % иностранцев и 40 % коренных народов. Эти пропорции увеличились в 1992 году до 70 % иностранцев. В 2006 году доля иностранцев сократилась до 6 % в результате массового оттока трудящихся-мигрантов и их семей из-за краха промышленности по добыче фосфатов. Фосфатная промышленность продолжает стимулировать экономику Науру, Торговли и внешних связей и, вероятно, по-прежнему будет оказывать явное и прямое воздействие на населения в будущем. Около 91 % (9031 чел.) населения Науру составляет коренной народ республики — науруанцы. От общей численности населения Науру выходцы с других островов Тихого океана (в основном, фиджийцы и тунгаруанцы) составляют 4 %, европейцы — 1,6 % (161 чел.), китайцы — 1,5 % (151 чел.). Высока доля иностранных граждан в населении страны.
На основании языка науруанцев принято относить к микронезийской группе народов, однако в формировании этого этноса приняли участие не только микронезийцы, но также полинезийцы и меланезийцы.

### Языки
Науруанцы говорят на микронезийском языке — науруанском, который даже сегодня достаточно плохо изучен. Письменность науруанского языка на основе латинского алфавита изначально состояла из 17 букв. Впоследствии, из-за значительного влияния других языков — прежде всего, немецкого, ток-писина и кирибати — алфавит расширился до 28 букв. Значительный вклад в изучение этого микронезийского языка внёс католический миссионер Алоис Кайзер, написавший учебник науруанского языка, а также американский (родом из Германии) протестантский миссионер Филипп Делапорт (англ. Philip Delaporte).
До 1968 года Республика Науру была совместным владением Австралии, Великобритании и Новой Зеландии, поэтому английский язык, наряду с науруанским, является государственным. Науруанский английский пиджин также используется на ежедневной основе, особенно китайскими торговцами.

### Религиозный состав
Сегодня на Науру, в основном, живут христиане. Большинство науруанцев (60,5 % — 6098 чел.) являются представителями протестантских церквей, в том числе 35,2 % (3552 чел.) — последователи Науруанской конгрегационалистской церкви, у которой есть свои часовни в округах Мененг, Буада, Анабар и Нибок, а также главная церковь в округе Айво. Верующих из Ассамблеи Бога — 12,8 % (1291 чел.), независимой церкви Науру — 9,4 % (945 чел.). Есть в стране небольшие группы адвентистов, баптистов и свидетелей Иеговы.
Около 32,5 % (3278 чел.) жителей Науру являются последователями католической церкви, у которой есть своя часовня в округе Ярен, а также школа в округе Ева (Кайзер колледж). Около 5 % жителей исповедует буддизм и даосизм, 2 % — бахаи. Небольшая группа науруанцев придерживается традиционного верования, которое включает в себя поклонение богине Эиджебонг (Eijebong) и островному духу Буитани (Buitani).
Правительство ограничивает деятельность некоторых конфессий, например, Современной церкви Иисуса Христа и Свидетелей Иеговы (приверженцы, в основном, среди иностранцев, работающих в Фосфатной корпорации Науру). Когда в 1979 году Науру посетил миссионер Свидетелей Иеговы с Маршалловых островов, его депортировали.
В 1995 году часть ограничений была снята. Например, граждане Науру получили право проповедовать по домам.

## Политическое устройство

### Государственная символика
Государственный флаг, герб, гимн и конституция Республики Науру были приняты и утверждены в 1968 году.

### Государственный строй

Политическое устройство Науру

Науру — независимая республика. Конституция, принятая 29 января 1968 года (дополнения вносились 17 мая 1968 года), устанавливает республиканскую форму правления с Вестминстерской системой парламентаризма и некоторыми чертами президентской формы правления.

#### Законодательная власть
Высший орган законодательной власти — однопалатный парламент, состоящий из 19 депутатов. До 2013 года количество депутатов было 18. Порядок выборов членов парламента определяется Конституцией Науру. Выборы всенародные; депутатом может стать только гражданин Науру, достигший 20 лет. При вступлении в должность депутаты Парламента приносят присягу. Срок полномочий членов парламента — 3 года. До истечения срока полномочия могут быть прекращены в случае роспуска парламента спикером после консультации с президентом страны.
На своём первом заседании члены парламента избирают спикера парламента и его заместителя, после чего переходят к избранию из своего состава президента страны.

#### Исполнительная власть

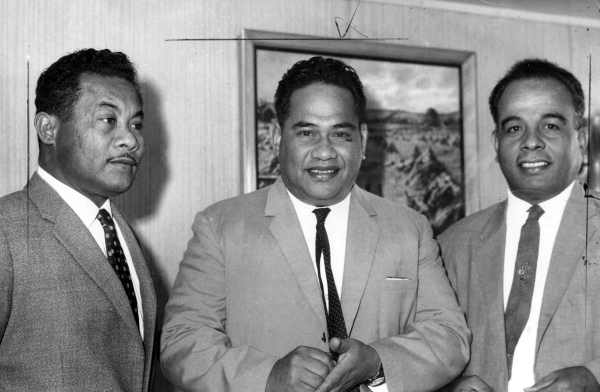
Первый президент Науру Хаммер Де-Робурт (в центре)

Глава государства и правительства Науру — президент. С 11 июня 2013 года в качестве эксперимента парламент страны принял решение разделить должности президента и премьер-министра. Порядок выборов президента и премьер-министра определяется Конституцией Науру. Президентом может быть избран только член парламента. Избрание происходит на заседании парламента сразу после парламентских выборов. Кандидат в президенты считается избранным в случае получения простого большинства голосов. Срок полномочий президента — 3 года, причём одно лицо не может занимать должность президента и члена парламента одновременно. До истечения срока полномочия могут быть прекращены в случае отставки, стойкой неспособности президента по состоянию здоровья исполнять свои обязанности, либо отрешения от должности (импичмента). За отрешение от должности президента должно проголосовать не менее половины всех депутатов парламента. После импичмента президента назначаются президентские выборы. Если в течение семи дней после принятия решения парламентом об отрешении президента от должности президент не избирается, парламент автоматически распускается.
Президент назначает из состава парламента Кабинет министров, состоящий не более чем из 6 и не менее чем из 5 министров (включая президента). Кабинет министров является исполнительным органом, который несёт коллективную ответственность перед парламентом страны. В порядке, установленном законом, президент вводит чрезвычайное положение, решает вопросы помилования, назначает судей Верховного суда Науру, резидент-магистратов окружных судов (с согласия верховного судьи).

#### Судебная власть

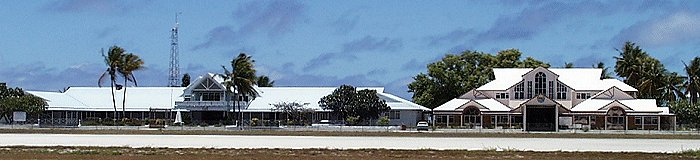
Здание правительства (слева) и парламента Науру (справа)

Судебная власть в Науру полностью независима. В республике действует общее право — правовая система, в которой источником права признаётся судебный прецедент. Согласно общему праву и Акту о принятых законах от 1971 года (англ. Adopted Laws Act 1971), часть науруанских традиций, практик и институтов составляет правовую систему Науру.
Науруанская система судебных органов включает в себя Верховный суд, апелляционный суд, окружные суды и суды по семейным делам. Согласно Указу о земельном комитете Науру (англ. Nauru Lands Committee Ordinance), в стране действует земельный комитет, решающий земельный споры и обладающий правом подачи апелляции в Верховный суд Науру.
Статьёй 48 Конституции Науру учреждён Верховный суд Науру, состоящий из верховного судьи и группы судей. Верховный судья, как и другие судьи Верховного суда, назначается президентом Науру. Судьями Верховного суда Науру становятся только граждане Республики Науру, которые не менее 5 лет работали барристерами или солиситорами на территории страны, и возраст которых не превышает 65 лет.
Во многих вопросах высшей судебной инстанцией является Верховный суд Австралии.

#### Избирательные округа
Территория Республики Науру разделена на 8 избирательных округов.
| Избирательный округ | Административные округа, составляющие избирательный округ | Число представителей в парламенте от избирательного округа |
| ------------------- | --------------------------------------------------------- | ---------------------------------------------------------- |
| Айво                | Айво                                                      | 2                                                          |
| Анабар              | Анабар, Анибар, Июв                                       | 2                                                          |
| Анетан              | Анетан, Ева                                               | 2                                                          |
| Боэ                 | Боэ                                                       | 2                                                          |
| Буада               | Буада                                                     | 2                                                          |
| Мененг              | Мененг                                                    | 2                                                          |
| Убенид              | Баити, Денигомоду, Нибок, Уабо                            | 4                                                          |
| Ярен                | Ярен                                                      | 2                                                          |

Избирательными правами обладают все граждане Науру старше 20 лет. Участие в голосовании принудительное: в случае неявки в день голосования на избирательном участке налагается штраф.

### Политические партии
В Науру имеется 3 политические партии (Демократическая партия, Наоэро Амо и Партия Центра), но, как правило, большинство депутатов местного парламента не состоит в политических партиях, являясь независимыми.

### Вооружённые силы и полиция
По неформальной договорённости, обеспечение безопасности острова осуществляется Австралией. Регулярные вооружённые силы отсутствуют, единственным вооружённым формированием является полиция (60 человек со стрелковым оружием).
Самыми распространёнными правонарушениями в Науру являются нарушения скоростного режима, неприкосновенности частной собственности, общественного порядка и кража велосипедов.

### Внешняя политика и международные отношения
Республика Науру имеет специальный статус в Содружестве наций, членом которого она стала в 1968 году после получения независимости. С мая 1999 года по январь 2006 года республика была полноправным членом этой организации; с 14 сентября 1999 года она стала 187-м членом Организации Объединённых Наций. Также это государство является членом Азиатского банка развития (52-й член с сентября 1991 года), международной организации Страны Африки, Карибского бассейна и Тихоокеанского региона и других международных организаций.
До февраля 2021 года входила в Форум тихоокеанских островов
Республика Науру поддерживает дипломатические отношения со многими странами мира. Основными её партнёрами являются Австралия, Великобритания, Индия, Тайвань, Республика Корея, Новая Зеландия, США, Таиланд, Филиппины и Япония.
15‑16 декабря 2009 года Республика Науру стала четвёртой страной мира, признавшей независимость Абхазии и Южной Осетии, после России, Никарагуа и Венесуэлы.

#### Отношения с Китайской Народной Республикой и Китайской Республикой
21 июля 2002 года Республика Науру разорвала дипломатические отношения с частично признанной Китайской Республикой, установленные ещё в 1980 году, и установила дипломатические отношения с КНР. Науруанский президент Рене Харрис подписал в Гонконге договор с Китайской Народной Республикой, по которому страна признавала только одно правительство Китая — правительство КНР. Китайская Народная Республика же брала на себя обязательства выделить Науру финансовую помощь в размере 60 млн долл. США, а также помочь в выплате 77 млн долл. США долга компании «General Electric».
Реакция Китайской Республики последовала незамедлительно: правительство республики обвинило КНР в долларовой дипломатии и не исключило возможность потребовать от правительства Науру выплаты долга в размере 12,1 млн долл. США, которые пошли на строительство отеля в Мененге.
9 мая 2005 года в Маджуро была проведена встреча между науруанским президентом Людвигом Скотти и президентом Китайской Республики Чэнь Шуйбянем. Вскоре после неё, 14 мая, были официально возобновлены дипломатические отношения Науру с Китайской Республикой, что осложнило отношения с КНР. 31 мая КНР разорвала отношения с Науру. Тайвань оказывает значительную помощь Науру в сельском хозяйстве, рыболовстве, туризме.

#### Отношения с Австралией
Науру поддерживает тесные отношения с Австралией, которая играет ключевую роль в сфере торговли и инвестиций. Австралия представлена в Республике Науру генеральным консулом, вице-консулом и двумя представителями от Департамента иммиграции Австралии. Республика Науру, в свою очередь, представлена генеральным консулом в Мельбурне.
В августе 1993 года правительства двух стран подписали Договор об урегулировании (англ. Compact of Settlement), который закончил судебный процесс Науру против Австралии в Международном суде ООН по поводу реабилитации земель, на которых проводились разработки фосфоритов до независимости Науру. В результате Австралия выплатила Науру 57 млн австралийских долларов и пообещала выделить ещё 50 млн в течение 20 лет.
Науру сотрудничает с Австралией в вопросах борьбы с контрабандой в регионе.
На территории Науру расположен иммиграционный центр Австралии, в котором содержатся граждане различных стран, которые пытались нелегально попасть морем в Австралию. По состоянию на 2016 год, в нём содержалось более 400 человек. Имеется множество документов, в которых отражены факты насилия и издевательств над беженцами в Науру, включая случаи сексуального насилия над детьми. О бесчеловечных условиях содержания в лагерях беженцев на Науру заявляло Агентство по делам беженцев Организации Объединённых Наций и другие международные организации.

#### Отношения со странами ЕС
В августе 1995 года Науру, как и Кирибати, разорвала дипломатические отношения с Францией, после того как она провела испытания атомного оружия у атоллов Моруроа и Фангатауфа во Французской Полинезии, однако 15 декабря 1997 года дипломатические отношения с Францией были восстановлены после заявления французского правительства о прекращении испытаний атомного оружия в регионе. В свою очередь, президент Науру Кинза Клодумар оценил значительную помощь Франции малым нациям центральной и южной части Тихого океана.
В целом, Науру поддерживает дружественные отношения с Европейским союзом. Страны Европы в основном помогают этому тихоокеанскому государству в сфере энергетики.

#### Отношения с Советским Союзом и Россией
Дипломатические отношения между Науру и СССР установлены 30 декабря 1987 года. В настоящее время посол России в Австралийском Союзе по совместительству — посол в Республике Науру. В 2010 году Россия выделила Науру 50 млн долларов на решение социальных проблем. Это решение в СМИ связывали с тем, что в 2009 году Науру признало независимости Абхазии и Южной Осетии.
24 сентября 2014 года глава МИД России Сергей Лавров и президент, министр иностранных дел Науру Барон Вака подписали соглашение о безвизовом режиме, которое вступило в силу 14 мая 2015 года.

## Современное положение и экономика

### Общая характеристика

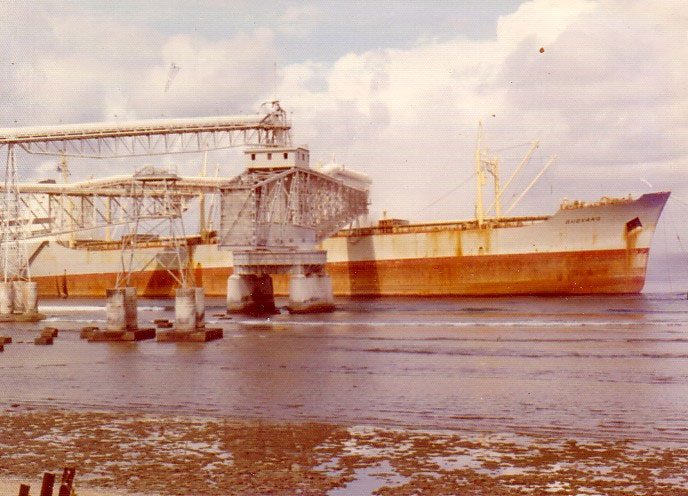
Погрузка фосфоритов на балкер с помощью транспортёра

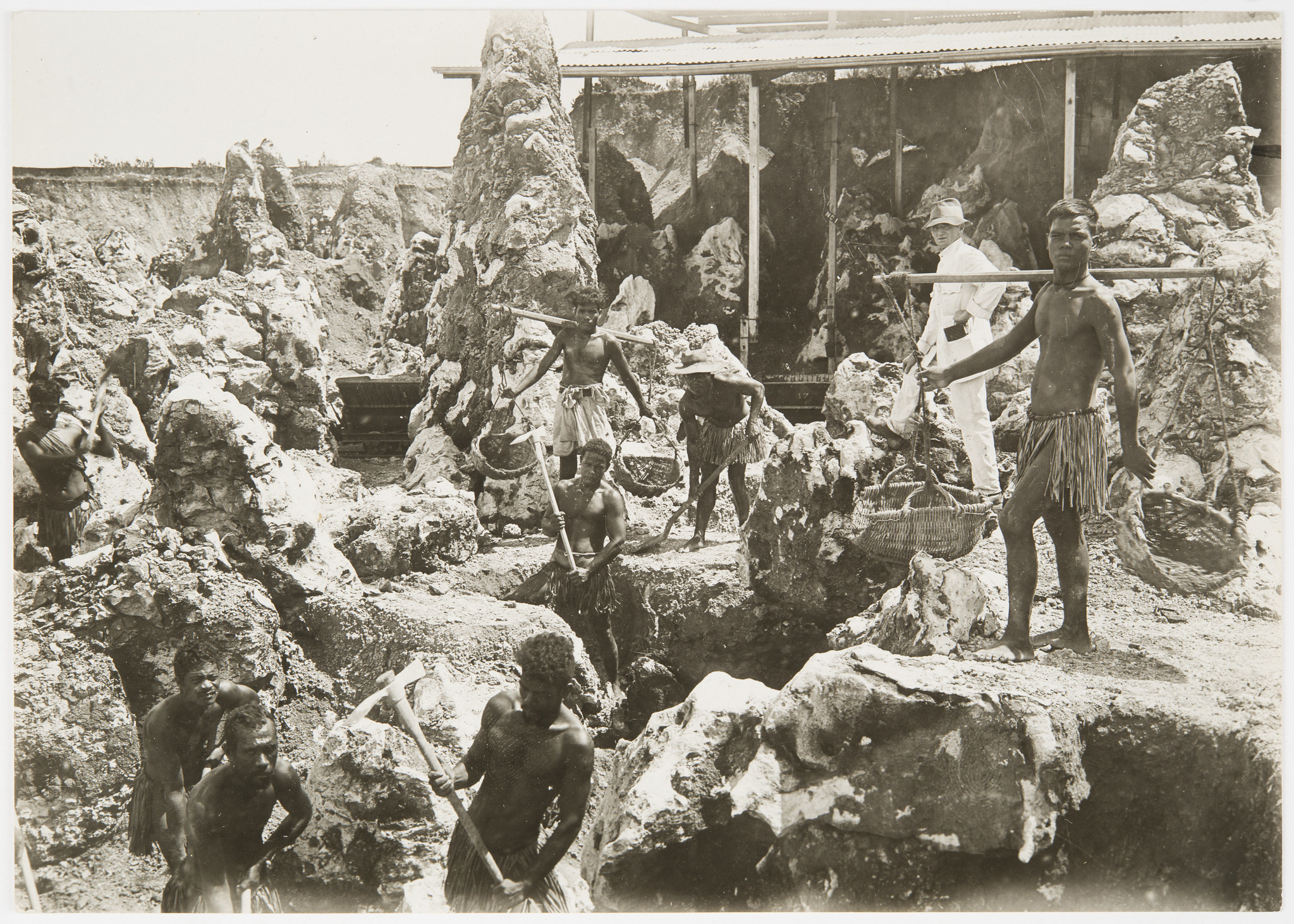
Разработка фосфатов в 1919 г.

В изобилии располагавшая фосфоритами Республика Науру по доходу на душу населения — 13 тыс. долларов США — в 1970—1980-е годы — принадлежала к богатейшим странам мира.
Валовой национальный продукт (ВНП) в 1986 году составлял 20 тыс. долларов США в расчёте на душу населения.
Экономика острова тогда во многом зависела от притока рабочей силы извне — главным образом, из соседних островных государств — Кирибати и Тувалу.
В то время стоимость экспорта фосфоритов вчетверо превышала сумму импорта, а основными внешнеторговыми партнёрами были Австралия, Новая Зеландия, Япония и Великобритания.
Предвидя закрытие в скором времени единственного источника валютных поступлений, правительство вкладывало значительную часть экспортной выручки в недвижимость за рубежом и специальные аккумулирующие фонды. Тем не менее когда запасы полезного ископаемого почти исчерпались, оказалось, что государство недостаточно позаботилось о будущем страны.
Добыча фосфоритов оказала разрушительное воздействие на рельеф и растительный покров плато в центральной части острова. К 1989 году на территории, занимающей около 75 %, велись активные разработки, и около 90 % леса, покрывавшего плато, было уничтожено (сохранилось только 200 га растительного покрова). Какие-либо меры по рекультивации земель не проводились, и к концу XX века до 80 % суши превратилось в пустошь, напоминающую «лунный пейзаж».
В 1989 году Республика Науру подала иск в Международный суд ООН по поводу действий Австралии во время управления островом — и в особенности по поводу тяжёлых экологических последствий в результате разработок фосфоритов. Австралия вынуждена была выплачивать компенсацию. Истощение рудников привело также к политической нестабильности: с 1989 по 2003 год в стране 17 раз менялось правительство.
В 1990-е годы остров Науру превратился в офшорную зону. Там было зарегистрировано несколько сотен офшорных банков (в которые из России в 1998 году поступило вкладов на 70 млрд долларов США).
Под давлением ФАТФ (Межправительственная комиссия по борьбе с отмыванием криминальных капиталов) и под угрозой санкций со стороны США Республика Науру была вынуждена в 2001 году ограничить, а в 2003 году — запретить деятельность офшорных банков и принять меры против отмывания денег.
Республика Науру занималась продажей паспортов иностранным гражданам (так называемые «паспорта инвестора»), но в последние годы от этой практики отказалась.
Значительную часть доходов страны в последние годы составляет австралийская помощь. Содержание на своей территории беженцев, стремящихся попасть в Австралию, является важным доходом страны, спонсируемым Австралией.

### Денежная система и финансы
Денежной единицей Науру является австралийский доллар. Уровень инфляции на острове достаточно высокий — 4 % в 2001 году (в основном это связано с повышением на мировом рынке цен на нефть и расходов на её транспортировку). В 2000 году дефицит бюджета составил 10 млн австралийских долл. или около 18 % ВВП страны. Увеличился государственный долг — в 2000 году он составил 280 млн австралийских долл.
В начале XXI века правительство Науру столкнулось с множеством проблем в сфере финансов, прежде всего, из-за снижения экспорта фосфоритов. В результате в 2002 году страна не сумела вовремя погасить долги перед некоторыми кредиторами. Правительство продолжает полагаться на ресурсы Банка Науру, с помощью которого пытается решить проблемы дефицита бюджета и выплаты роялти.
Налог с продаж на Науру не взимается, однако на целый ряд товаров накладываются таможенные пошлины, правила взимания которых периодически меняются. Табачная продукция и алкоголь налогами не облагаются.

### Сельское хозяйство
Сельское хозяйство: на прибрежной полосе острова выращивают бананы, ананасы, папайю, манго, хлебное дерево, кокосовые пальмы, которые в основном идут на местный рынок.
Рыболовство
Рыболовная индустрия Науру всё ещё находится в зачаточном положении: в стране насчитывается всего лишь два небольших рыболовецких судна, которые вылавливают рыбу в основном для внутреннего рынка. Часть выловленного тунца экспортируется в Австралию и Японию, однако доходы до сих пор очень низкие: в 2001 году, например, экспортировалось всего лишь около 600 кг тунца в неделю.
В 2000 году на Науру появился первый рыбный рынок, который также обеспечил часть населения страны работой.
В последнее время значительным источником пополнения местного бюджета стали доходы от выдачи лицензий на право вылова рыбы в исключительной экономической зоне (ИЭЗ) страны. Так, в 2000 году доход составил около 8,5 млн австралийских долл. Основными партнёрами в этой сфере являются рыболовецкие компании из Китая, Южной Кореи, Тайваня, США и Японии.
На Науру также развивается аквакультура: в небольших искусственных водоёмах на острове разводится рыба ханос, в основном идущая на внутренний рынок.

### Промышленность
Промышленность:

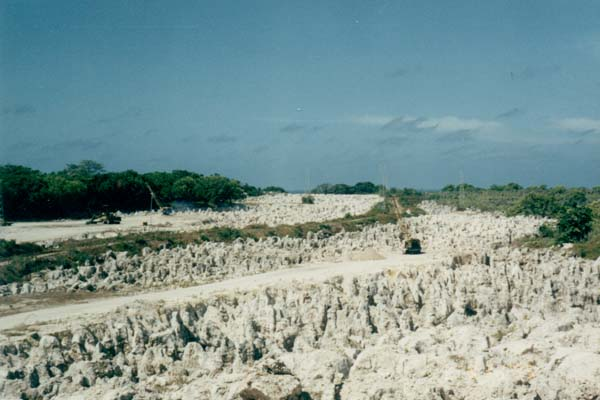
Карьер рядом с озером Буада

в 1980-х годах добыча фосфоритов значительно снизилась (с 1,67 млн тонн в 1985—1986 гг. до 162 тысяч тонн в 2001‑2002 гг.) и в 2003 году была полностью прекращена. Но благодаря инвестициям австралийской компании по добыче фосфатов «Incitex Pivot» горнодобывающая инфраструктура была восстановлена, и уже в сентябре 2006 года возобновился экспорт фосфоритов. Предположительно, первичных запасов этой горной породы должно было хватить до 2009‑2010 года.
В страну ввозятся продовольствие, горючее, машины и оборудование, строительные материалы, потребительские товары.

### Туризм

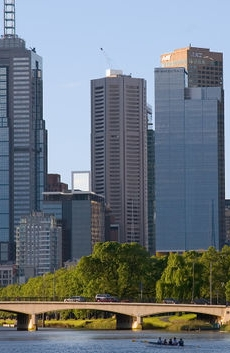
Науру-Хауз в Мельбурне (в центре). В прошлом это здание принадлежало Науруанской фосфатной компании, но в 2004 году было продано для погашения долгов

Туризм на острове ограничен по причине экологической загрязнённости, оставшейся после разработок фосфоритов. Для посещения Науру гражданам России виза не требуется. Со всех пассажиров, покидающих территорию страны, взимается аэропортовый сбор в размере 25 австралийских долларов, оплачиваемый непосредственно в аэропорту.
В 2019 году решением парламента республики была создана Туристическая корпорация Науру, основной целью которой стало развитие туризма в стране.

### Транспорт
Длина автодорог на Науру составляет около 40 км. Длина дорог с твёрдым покрытием составляет 29 км, из которых 17 км расположены вдоль побережья. Из района фосфоритных разработок к побережью тянется 12‑километровая дорога без твёрдого покрытия. На юге острова расположен Международный аэропорт Науру. Национальной науруанской авиакомпанией является «Nauru Airlines», в распоряжении которой находятся четыре самолёта Боинг-737.
На Науру имеется железная дорога (см. Железнодорожный транспорт в Науру) протяжённостью 3,9 км, связывающая район добычи фосфоритов в центре острова с портом на юго-западном побережье. 

Общественный транспорт отсутствует, большинство семей пользуется личными транспортными средствами. 

Имеется морское сообщение.

### Связь
Первые почтовые марки были выпущены на Науру в 1916 году. Они представляли собой марки Великобритании с надпечаткой «NAURU».
С сентября 1998 года на Науру появился интернет. Подписные пользователи составляют, по приблизительным оценкам, лишь половину от общей численности интернет-аудитории на Науру.
Телекоммуникационная система острова развита достаточно хорошо. Многие общественные телефоны имеют прямой выход на международную систему IDD, однако ввиду того, что обслуживание ведётся через сети австралийских компаний, исходящие международные звонки осуществляются через операторов. Сотовая связь (стандарта AMPS) охватывает практически весь остров.
В последнее время наблюдаются регулярные перебои со связью, поскольку иностранные компании, обслуживающие этот рынок, отказываются предоставлять свои услуги без предварительной их оплаты.
В начале 2003 года на Науру разразился острейший политический кризис, на роль президента претендовали сразу двое: Рене Харрис и Бернард Довийого. Во время вспыхнувших столкновений сгорела президентская резиденция и отключилась телефонная связь. Связь с внешним миром в течение нескольких недель осуществлялась только при заходе в порт судна со спутниковым телефоном.

### Внешняя торговля
В 2017 году экспорт составил 24,7 млн долл., импорт — 35,6 млн долл.
Почти 70 % экспортной выручки приходится на фосфаты. Главные торговые партнёры — Австралия и Япония (доля каждой из этих стран 24 %), далее следует Южная Корея (16 %). Импортируются главным образом машины, оборудование, продовольствие и химические товары. Главный поставщик — Австралия (63 %), далее следуют Фиджи (12 %) и Индия (11 %).

## Культура
Сведений о ранней культуре острова Науру сохранилось очень мало: из-за сильного влияния Запада многие обычаи и традиции уже позабыты местными жителями. Отсутствие же письменности у древних науруанцев лишь усложняет изучение культурного богатства страны.

### Социальная организация доколониальных жителей острова Науру

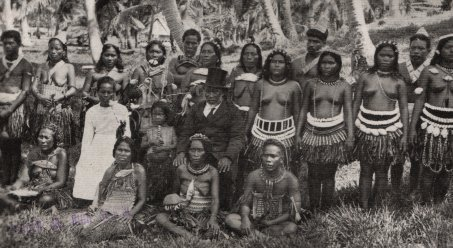
Науруанцы (1890)

Ранняя культура науруанцев базировалась на культуре 12 племён, населявших остров. Общего вождя на Науру не было, и у каждого племени была своя история. Традиционно племена делились на роды, и каждый человек в нём относился к определённым классам: темонибе (наур. Temonibe), эмо (наур. Emo), амененгаме (наур. Amenengame) и энгаме (наур. Engame). Два неимущих класса носили названия итсио (наур. Itsio) и итиора (наур. Itiora). Главным фактором при определении принадлежности человека к тому или иному классу было происхождение матери. Привилегированное положение занимали темонибе, которым разрешалось заниматься рыболовством и которые владели даже определёнными участками на море.
Бо́льшая часть поселений находилась в то время на берегу моря, и лишь некоторые располагались у озера Буада. Островитяне жили в небольших «усадьбах», состоящих из двух-трёх домов. Большинство из них объединялось в деревни. Всего на Науру было 168 деревень, объединённых в 14 областей, которые в настоящее время образуют 14 административных округов острова.
Каждой семье на Науру принадлежал участок, а некоторым — и рыбные пруды у озера Буада. Земля передавалась по наследству.

### СМИ
На Науру отсутствуют регулярные печатные СМИ. Время от времени издаются газеты Nauru Bulletin (на английском и науруанском языках) и The Visionary (газета, принадлежащая оппозиционной партии «Наоэро Амо»). Раз в две недели выходят газеты Central Star News и Nauru Chronicle.
Единственная радиостанция Науру принадлежит правительству и в основном вещает программы «Радио Австралии» и Би-Би-Си. На острове есть также правительственное телевидение Nauru TV.

### Спорт

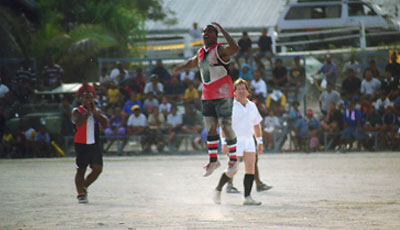
Матч 1999 года по австралийскому футболу на стадионе «Линкбелт Овал»

Национальной спортивной игрой на Науру является австралийский футбол. Есть и своя национальная сборная по футболу, однако она до сих пор не признана ни ФИФА, ни Конфедерацией футбола Океании из-за отсутствия в стране профессиональных игроков и крупных стадионов. Цвет формы игроков — синий с жёлтой поперечной полосой. Первая игра национальной сборной с командой другой страны состоялась 2 октября 1994 года. В ней науруанская сборная обыграла сборную Соломоновых Островов со счётом 2:1. Это была огромная победа, так как Соломоновы Острова считались явным фаворитом (они стали победителем Кубка Меланезии в том же году). На острове есть несколько спортивных площадок и стадионов: «Линкбелт Овал» (находится в округе Айво, однако он значительно устарел и не соответствует международным стандартам), стадион Мененг (построен в 2006 году и вмещает 3500 человек) и стадион Дениг.
Очень популярны тяжёлая атлетика, софтбол, баскетбол и теннис. Наибольшее внимание со стороны правительства страны уделяется тяжёлой атлетике: именно в этой дисциплине Науру достигла наибольшего успеха. После сенсационной победы тяжелоатлета Маркуса Стивена на Играх Содружества в 1990 году на Науру был учреждён Науруанский национальный олимпийский комитет. В 1992 году Маркус стал первым науруанцем, который принял участие в Олимпийских играх в Барселоне. Официально Науру была принята в олимпийское движение в 1996 году. Первым официальными атлетами от Науру стали Маркус Стивен, Джерард Гарабван и Куинси Детенамо.
Наиболее успешными теннисистами Науру являются Дэвид Детудамо и Ангелита Детудамо.

### Праздники
| Дата        | Название            | Английское название |
| ----------- | ------------------- | ------------------- |
| 1 января    | Новый год           | New Year’s Day      |
| 31 января   | День независимости  | Independence Day    |
| варьируется | Страстная Пятница   | Good Friday         |
| варьируется | Светлый понедельник | Easter Monday       |
| варьируется | Светлый вторник     | Easter Tuesday      |
| 17 мая      | День Конституции    | Constitution Day    |
| 25 сентября | День молодёжи       | National Youth Day  |
| 26 октября  | Ангамов день        | Angam Day           |
| 25 декабря  | Рождество           | Christmas Day       |
| 26 декабря  | День подарков       | Boxing Day          |

## Социальная сфера

### Здравоохранение
В результате эффективной государственной программы по решению проблем здравоохранения, преследующей в качестве основных целей улучшение водообеспечения населения и проведение постоянных санитарно-профилактических мероприятий, в последние годы удалось избежать вспышек инфекционных заболеваний на острове. Тем не менее такие незаразные заболевания, как диабет, гипертония, сердечно-сосудистые заболевания и рак, а также респираторные заболевания, стали основными причинами смерти людей. Население Науру сильно страдает от ожирения. Согласно данным ООН, Науру занимает первое место в мире по количеству людей, которые страдают ожирением. В 2003 году уровень распространения диабета среди взрослого населения Науру (30,2 %) был самым высоким в мире. Причины ожирения в Науру, как и в других регионах с недавним индустриальным прошлым, связываются с распространением дешёвого высококалорийного питания, в первую очередь мясных консервов.
Одной из основных проблем в науруанском здравоохранении является проблема кадров, поэтому правительство страны пытается привлечь как можно больше специалистов в эту сферу. Медицинское обслуживание на острове бесплатное. В июле 1999 года Науруанская больница общего типа (англ. Nauru General Hospital) и Больница Национальной фосфатной корпорации (англ. National Phosphate Corporation Hospital) были объединены в Больницу Республики Науру (англ. Republic of Nauru Hospital), в которой работает всего пять докторов. Людей с тяжёлыми заболеваниями в основном отправляют лечиться в Австралию.
В 1995—1996 года расходы на здравоохранение составили 8,9 млн австралийских долларов, или 8,9 % всего бюджета страны. Большая часть профессиональных врачей является экспатриантами.

### Образование
Образование на Науру является обязательным для детей с 6 до 15 лет (1—10 классы). Образовательная система также включает 2 ступени для детей раннего возраста: дошкольная (англ. Pre-school) и подготовительная ступень (англ. Preparatory School).
Начальное образование предоставляется на протяжении первых 6 лет обучения, то есть для детей в возрасте с 6 до 11 лет. Первые два года обучения проходят в начальной школе округа Ярен (англ. Yaren Primary School), третий и четвёртый — в начальной школе округа Айво (англ. Aiwo Primary School), а с пятого — в Науруанском колледже (англ. Nauru College). По окончании начальной школы сдаются экзамены для получения Сертификата о начальном образовании (англ. Nauru Primary Certificate).
Следующая ступень — средняя школа (7—10 классы обязательно и 11—12 классы необязательное образование). После 10 класса сдаются экзамены для получения Сертификата о среднем образовании (англ. Nauru Junior Certificate). В случае продолжения обучения в конце 12 класса сдаются экзамены на получение Сертификата о среднем полном образовании (англ. Pacific Senior School Certificate).
Высшее образование жители острова получают за границей, в основном в Австралии. В Науру также есть отделение Южнотихоокеанского университета (англ. University of the South Pacific), на котором проводятся курсы заочного обучения.
Образование в Науру бесплатное.